# 達西–威斯巴哈方程式
達西–威斯巴哈方程式（英語：Darcy–Weisbach equation）是流體力學中的唯象方程式，得名自物理學家亨利·達西和尤利烏斯·威斯巴哈，此方程式描述固定長度管路內因摩擦力產生的扬程損失（或稱為压强損失）和管路中的平均流速的關係。
達西–威斯巴哈方程式中包括一個無因次的摩擦因子，名為達西–威斯巴哈摩擦因子或達西摩擦因子，此摩擦因子是范甯摩擦係數的四倍。

## 壓力損失方程
在均勻直徑D的圓管，流體完全填滿圓管，因為粘滯效應造成的壓力損失Δp和其圓管長度L成正比，可以用達西–威斯巴哈方程式來描述：
{\displaystyle {\frac {\Delta p}{L}}=f_{\mathrm {D} }\cdot {\frac {\rho }{2}}\cdot {\frac {{\langle v\rangle }^{2}}{D_{H}}},}
其中單位長度的壓力損失Δp/L（SI制單位：Pa/m）是以下參數的函數： 
{\displaystyle \rho }，流體密度（kg/m3）
{\displaystyle D_{H}}，管子的水力直径（若是圓管，水力直徑等於D，否則DH = 4A/P，A是管子的浸潤橫截面積，P)是管子的浸潤周長，m）
{\displaystyle \langle v\rangle }，平均流速，可以表示為單位截面浸潤面積下的體積流率 Q（m/s）
{\displaystyle f_{\mathrm {D} }}，是達西摩擦因子（也稱是flow coefficient λ），可以在穆迪圖中找到，此因子並非范宁摩擦因子f。
針對直流為{\displaystyle D_{c}}圓管下的层流，摩擦因子和雷诺数成反比（fD = 64/Re），此時的因子可以用容易量測或是已發表的物理量描述。將上式代入達西–威斯巴哈方程式，可將方程式改寫為
{\displaystyle {\frac {\Delta p}{L}}={\frac {128}{\pi }}\cdot {\frac {\mu Q}{D_{c}^{4}}},}
其中
μ是流体的黏度（Pa·s = N·s/m2 = kg/(m·s)）
Q是體積流率，此處用體積流率代替平均流速，因為Q = π/4Dc2<v>（m3/s）。
層流時的公式和泊肃叶定律等效，可以由纳维-斯托克斯方程推導。

## 揚程損失公式
揚程損失 Δh（或hf）表示因為摩擦力產生的壓力損失，以工作流體的液柱高度表示，因此壓力損失為
{\displaystyle \Delta p=\rho g\,\Delta h,}
其中
Δh是特定長度，此長度管壁摩擦產生的揚程損失（SI制單位：m）
g是重力加速度（m/s2）。
可以將損程表示為單位管長下的量，會是無因次量：
{\displaystyle S={\frac {\Delta h}{L}}={\frac {1}{\rho g}}\cdot {\frac {\Delta p}{L}},}
其中L是管長（m）。
因此達西–威斯巴哈方程式也可以用揚程損失來表示：
{\displaystyle S=f_{\text{D}}\cdot {\frac {1}{2g}}\cdot {\frac {{\langle v\rangle }^{2}}{D}}.}

### 以體積流率表示
平均流體速度<v>和體積流率Q的關係是
{\displaystyle Q=A\cdot \langle v\rangle ,}
其中
Q 是體積流率（m3/s）
A 是濕潤截面積（m2）
針對截面完全被流體填滿，直徑為{\displaystyle D_{c}}的圓管，
{\displaystyle Q={\frac {\pi }{4}}D_{c}^{2}\langle v\rangle .}
因此以Q表示的達西–威斯巴哈方程式為
{\displaystyle S=f_{\text{D}}\cdot {\frac {8}{\pi ^{2}g}}\cdot {\frac {Q^{2}}{D_{c}^{5}}}.}

## 達西摩擦因子
流体流经一定管径的直管时，由于流体内摩擦力而产生的阻力，阻力的大小与路程长度成正比。沿程阻力（直管阻力）损失的计算式中 λ——摩擦系数，与雷诺数Re和管壁粗糙度ε有关，可实验测定，也可计算得出。
层流时：
λ=64/Re
对于紊流流动，工程上通过以下两种途径确定：一种是以紊流的半经验理论为基础，结合实验结果，整理成阻力系数的半经验公式，比如穆迪图；另一种是直接根据实验结果，综合成阻力系数的经验公式。前者具有更为普遍的意义。